# Areál pevných kontrol pro orientační běh Bělský les
Areál pevných kontrol pro orientační běh Bělský les je jeden z několika areálů pevných kontrol orientačního běhu, který se nachází v Bělském lese v městském obvodu Ostrava-Jih v Moravskoslezském kraji. Areál umožňuje široké veřejnosti vyzkoušet si orientační běh. Pro zájemce je připraveno 25 kontrolních stanovišť (tj. dřevěné kůly s bíločerveným půleným čtvercem a číslem). Na dvou místech (na konečné tramvaje v Zábřehu a poblíž restaurace Dakota) jsou instalovány panely s velkou mapou pro orientační běžce. Na druhé straně panelu v plastové kapse jsou k dispozici papírové mapy se všemi stanovišti v měřítku 1:10 000. Elektronická podoba mapy je také na webových stránkách. Vstup do areálu není zpoplatněn.

## Další informace
Areál pevných kontrol je přístupný automobily (parkoviště), městskou hromadnou dopravou a turistickými stezkami nebo cyklostezkami.